# Belleserre
Belleserre település Franciaországban, Tarn megyében. Lakosainak száma 165 fő (2022. január 1.). Belleserre Revel, Blan, Cahuzac, Lagardiolle és Sorèze községekkel határos.

## Népesség
A település népességének változása:
| Lakosok száma | 167  | 167  | 168  | 162  | 160  | 158  | 155  | 161  | 165  |
|               | 2013 | 2015 | 2016 | 2017 | 2018 | 2019 | 2020 | 2021 | 2022 |

## Emlékek

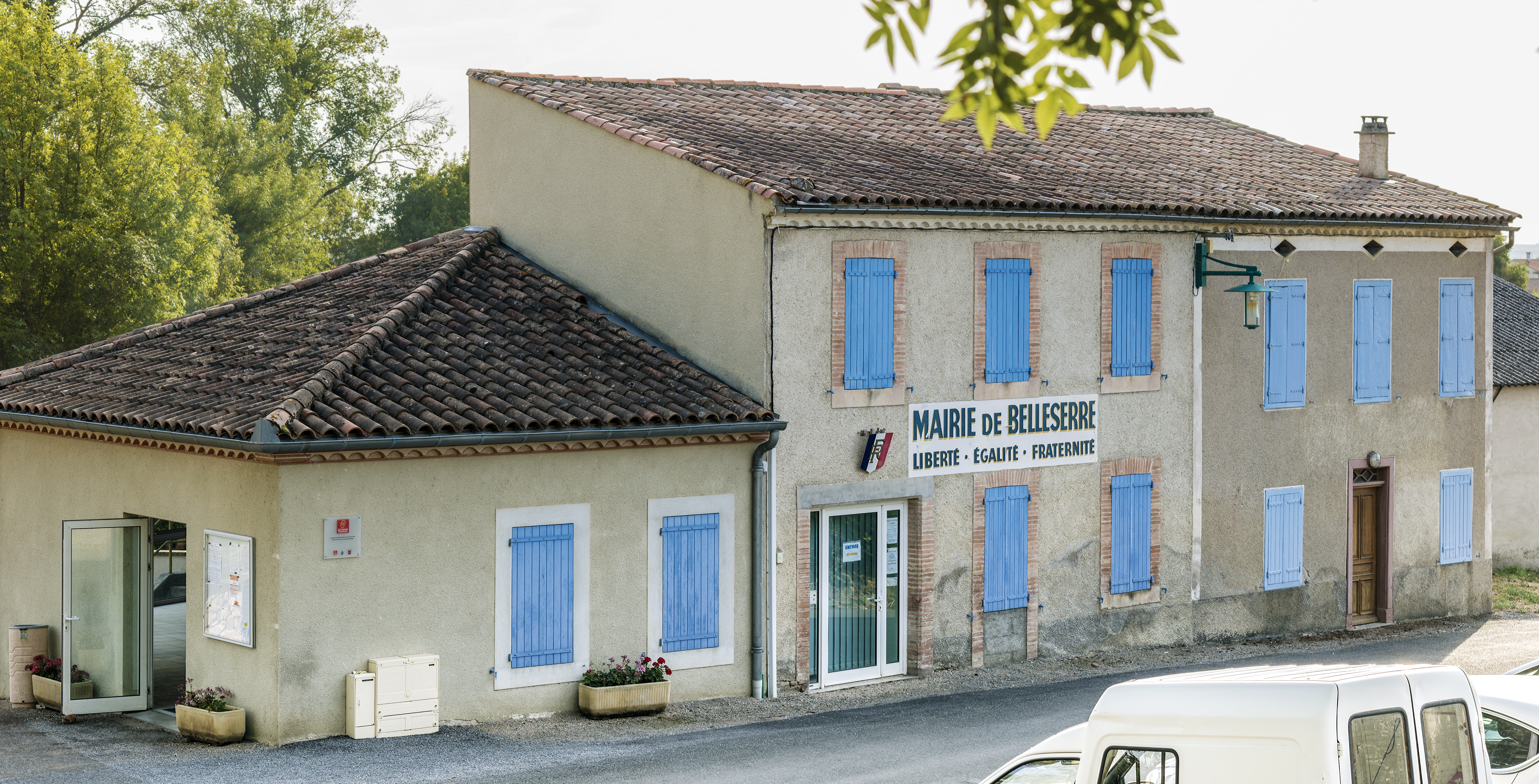
A városháza.
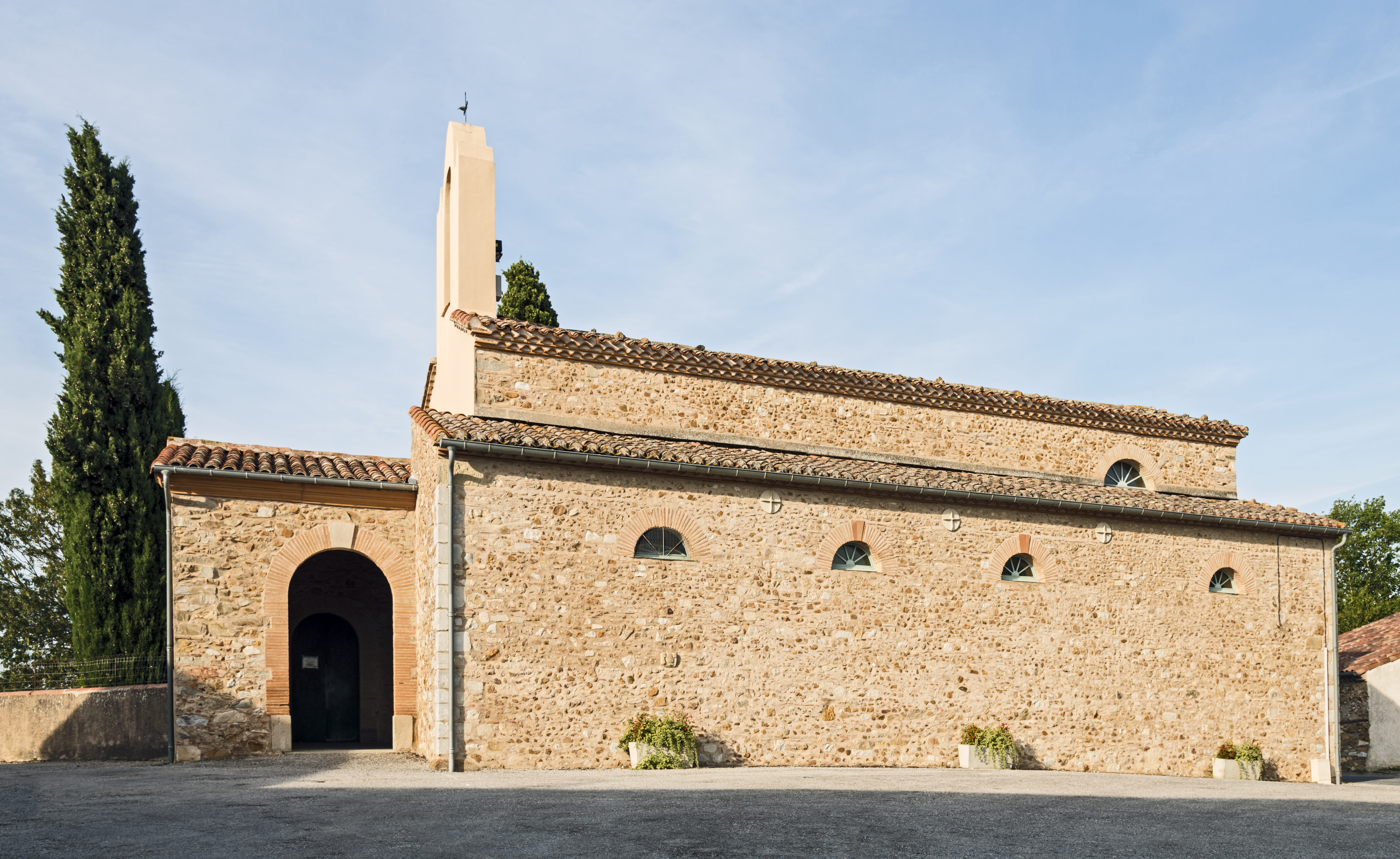
A templom.
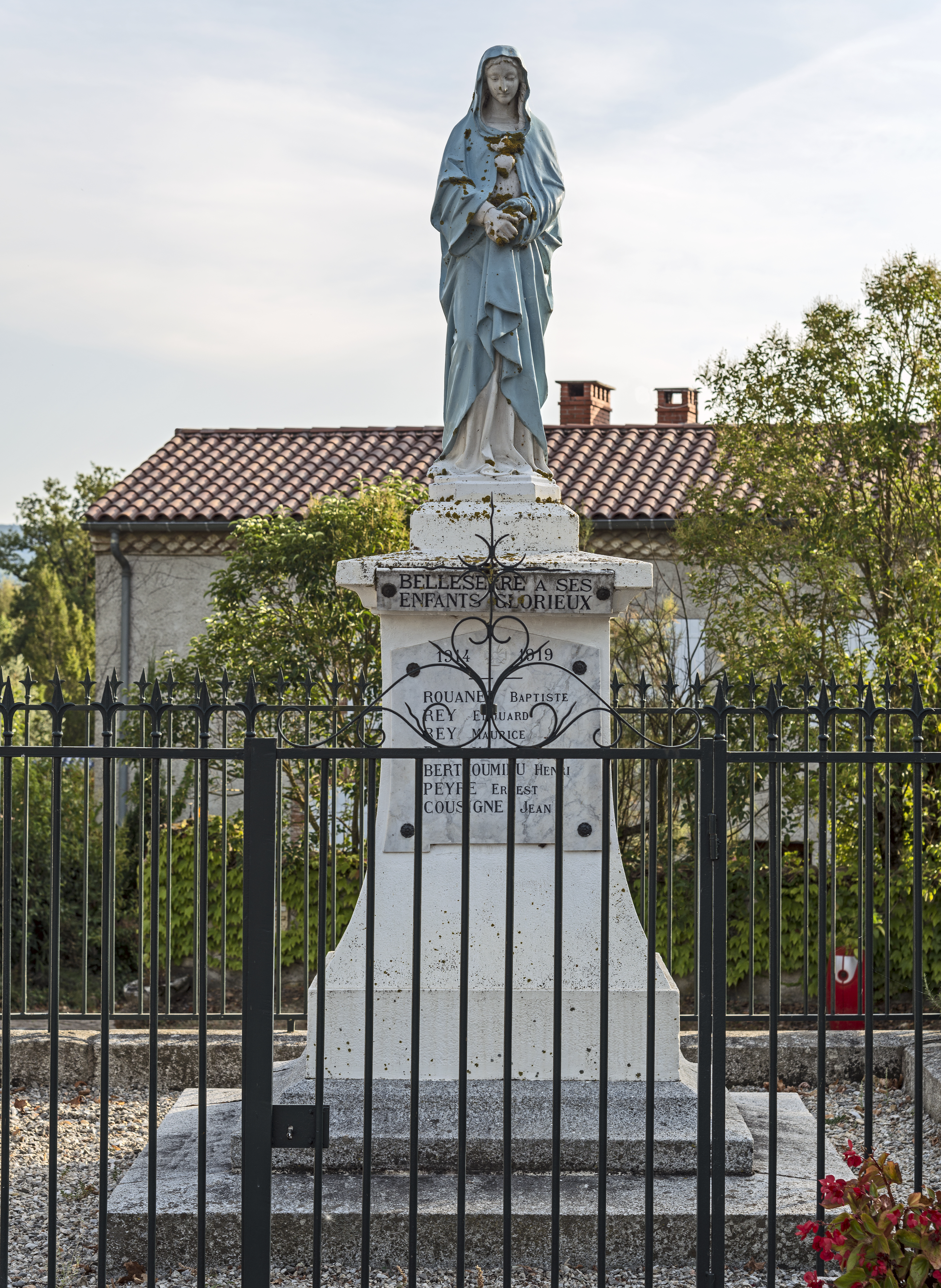
A háborús emlékmű